# تاکشی کوبایاشی
تاکشی کوبایاشی (انگلیسی: Takeshi Kobayashi؛ زادهٔ ۷ ژوئن ۱۹۵۹) موسیقی‌دان اهل ژاپن است. وی از سال ۱۹۷۷ میلادی تاکنون مشغول فعالیت بوده‌است.